# Tellen
Tellen is het vaststellen van het precieze aantal van een hoeveelheid objecten door het opnoemen van de telwoorden en achtereenvolgens de objecten aan de telwoorden te koppelen. Het telwoord dat bij het laatst getelde object genoemd is, geeft het aantal van de objecten aan. Tenzij men vanaf een bepaald aantal verder telt, begint tellen bij het getal een. Het tellen eindigt als alle voorwerpen geteld zijn.
Wiskundig kan men tellen opvatten als de bewerking om herhaaldelijk het getal een op te tellen bij de vorige uitkomst. Aftellen is het omgekeerde en komt bijvoorbeeld voor bij de lancering van een ruimtevaartuig, of voor het begin van een wedstrijd. (In het aftelversje: 1, 2, ..., 10, wie niet weg is is gezien! wordt ook opgeteld.)
Tellen wordt vaak door kinderen gebruikt om te laten zien hoe ver ze zijn met het beheersen van de cijfers en de getallen. Ook bij het leren van een vreemde taal wordt vaak het tellen als een van de eerste dingen geleerd. 
Bij het tellen van geld wordt soms met andere eenheden geteld dan het getal een. Zo worden stuivers geteld met achtereenvolgens 5, 10, 15, 20, 25 etc. Maar dit kunnen de meeste mensen alleen met de eenvoudigste cijfers. Een ander voorbeeld hiervan is het uit het hoofd opzeggen van de tafels van vermenigvuldiging, wat eigenlijk ook een vorm van tellen is. 

## Korte geschiedenis

Turven

Er bestaan archeologische bewijzen dat de mensheid ten minste sinds 50.000 jaar al telt. De ontwikkeling van het tellen heeft uiteindelijk geleid tot de cijfernotatie. Tellen werd in vroegste geschiedenis vooral gebruikt om economische gegevens vast te leggen, zoals schulden (op een kerfstok) of kapitaal. Er is eeuwenlang geturfd. Dat turven bestond in het kerven van streepjes in, bijvoorbeeld, een bot of (kerf)stok. Met turven kan men wel controleren of een aantal onveranderd is gebleven, maar hoeveel dat aantal is, weet men niet. Eeuwenlang heeft men gedacht dat turven de enige mogelijkheid was om een hoeveelheid te controleren. Nog enkele eeuwen later telde men met vingers, neuzen, steentjes, bikkels, kraaltjes, etc. Gewoon omdat men die bij de hand had.

### Notatie met cijfers
De uitvinding die een einde maakte aan turven en neuzen tellen, werd 2500 jaar geleden gedaan door de Indiërs. Deze begrepen dat ze voor iedere hoeveelheid, ieder getal dus, een eigen symbooltje, een tekentje moesten verzinnen. Zo ontstonden de cijfers 1, 2, 3, 4, 5, 6, 7, 8 en 9. Omdat de Arabieren ze overgenomen en verbeterd hebben, worden ze niet Indische maar Arabische cijfers genoemd.

### Op de vingers tellen
Het tientallig stelsel is gemeengoed geworden. Dit is ontstaan omdat nu eenmaal mensen 10 vingers hebben, en omdat de eerste mensen op hun vingers telden. Waarschijnlijk zijn de Babyloniërs of de Egyptenaren ook begonnen met op hun vingers te tellen, maar zij telden op een andere manier. Te beginnen bij de pink (de kortste en dus 'kleinste' vinger tenslotte) en vanaf de hand telden ze het eerste kootje als 1, die erboven werd de 2 en heel begrijpelijk was het topje van de pink de 3. Vier was het onderste kootje van de ringvinger en zo verder. Dit resulteert erin dat men op vier vingers tot 12 kon tellen. Het 12-tallig stelsel bestaat nog steeds in onze cultuur en komt bijvoorbeeld terug in de 12 maanden van het jaar en de 24 uren van het etmaal.

### Inclusief en exclusief tellen
Bij inclusief tellen worden begin en eind van een interval of tijdsduur meegeteld, bij exclusief tellen niet. Inclusief tellend is bijvoorbeeld de zondag de eerste dag van de week en de volgende zondag, de achtste dag, het eind van de week, dus een week bevat acht dagen. Dit is nog te zien in het Frans, waar een periode van twee weken quinzaine heet, een vijftiental dagen. In onze muziekterminologie zit het ook, in het woord octaaf wordt verwezen naar het getal acht, terwijl het octaaf maar zeven verschillende noten bevat. Zingt men een octaaf met do-re-mi-fa-sol-la-ti-do dan zijn dat inderdaad acht noten. Inclusief tellen van de dagen van de week gaat net zo, op de vraag 'hoeveel dagen telt een week', kan het antwoord zijn: de week loopt van zondag tot zondag, dus zondag, maandag, dinsdag, woensdag, donderdag, vrijdag, zaterdag, zondag.

### Het cijfer nul
Met de cijfers 1 tot en met 9 was echter nog niet alles opgelost, want men kende de nul niet. Nul was niets, en niemand dacht eraan dat er ook een tekentje voor 'niets' moest komen. Bijna duizend jaar heeft men zonder nul moeten rekenen en dat is tamelijk ingewikkeld. Toen ontdekten alweer de Indiërs dat het handig is 'niets' de vorm van een kringetje, 0, te geven. De Arabieren noemden dit teken sifr, wat wil zeggen leegte en daarvan is het woord cijfer afgeleid. Zo ontstond in het jaar 400 de manier van tellen die draaide rond het basisgetal 10, met getallen volgens het nu zo bekende positiestelsel.

### Romeinse cijfers
Een en ander betekent nog niet dat iedereen vanaf de vijfde eeuw ineens kon rekenen. Immers, de Romeinen waren intussen hier enkele eeuwen geweest en hadden heel andere cijfers nagelaten. Zij schreven MDCLXVI als ze 1666 bedoelden en MDCLXIV voor 1664, en ofschoon deze Romeinse cijfers — die de nul niet eens kenden! — veel ingewikkelder waren dan de Arabische, werden ze na de Romeinse tijd toch aan de Europeanen opgedrongen. Vooral de Roomse Kerk, die in de eerste plaats oog had voor eigen macht en rijkdom en niet voor de ontwikkeling van haar onderdanen, speelde hierin een kapitale rol. Zij proclameerde zelfs dat de Arabische cijfers door de duivel en zijn handlangers waren bedacht en dus zondig!
In het jaar 999 leek het eventjes dat de 123456789 en 0 een kans zouden krijgen: paus Sylvester II had in Spanje gestudeerd — waar de Arabieren lang hadden verbleven en de Moorse cultuur ruime verspreiding had gekregen. Van zijn professoren had hij de Arabische cijfers geleerd en de helderheid ervan leren waarderen. Maar toen hij als kersverse paus de moeilijke Romeinse cijfers door de handige Arabische wilde vervangen, kreeg hij enorme tegenwind en zag er snel van af. Want hij wilde de machtigen en de rijken van zijn tijd te vriend houden en die hadden hun macht vaak te danken aan het feit dat zij wél met de Romeinse cijfers konden rekenen, maar het gewone volk niet, zodat zij dat volk konden voorcijferen wat ze maar wilden. In de dertiende eeuw herhaalde en benadrukte de Roomse Kerk haar absolute verbod op het gebruik van die demonische Arabische cijfers. Om die kerk dan weer een hak te zetten, schafte de Franse Revolutie de Romeinse cijfers in 1791 af.